# Sophie B. Hawkins
Pour les articles homonymes, voir Hawkins.
Sophie B. Hawkins, née Sophie Ballantine Hawkins le 1er novembre 1964 dans l'arrondissement de Manhattan à New York, est une auteure-compositrice-interprète, musicienne et artiste peintre américaine.

## Biographie
Sophie B. Hawkins est née et a grandi à New York. Après avoir fréquenté la Manhattan School of Music, elle commence sa carrière musicale comme percussionniste. Elle accompagne ainsi brièvement Bryan Ferry, mais comme son jeu ne convient pas au chanteur, elle est virée. Dans la foulée, elle écrit et compose chez elle la chanson Damn I Wish I Was Your Lover (en). Sophie B. Hawkins considère cet épisode comme une étape importante, puisque c'est avec cette chanson qu'elle commence sa carrière de chanteuse.
Damn I Wish I Was Your Lover sort en single en mars 1992, se classe 5e dans le Billboard Hot 100 et connaît un succès international. L'album Tongues and Tails dont il est extrait est disque d'or aux États-Unis.
Ce succès vaut à Sophie B. Hawkins d'être nommée pour le Grammy Award du meilleur nouvel artiste en 1993. 
Le deuxième album, Whaler, sorti en 1994, est aussi disque d'or aux États-Unis. En sont extraits deux succès: Right Beside You et la ballade As I Lay Me Down (en) qui atteint la 6e place du Billboard Hot 100 et la 1re du Hot Adult Contemporary Tracks durant six semaines, restant dans ce classement pendant 67 semaines. 
En 1998 sort le documentaire The Cream Will Rise, réalisé par Gigi Gaston (en) qui est alors la compagne de Sophie B. Hawkins. Le film permet de suivre la chanteuse durant une de ses tournées et de découvrir ses problèmes familiaux pendant son enfance sur lesquels elle se confie.
Sophie B. Hawkins entre en conflit avec son label Sony Music Entertainment qui la bride, créativement parlant, pour la réalisation du troisième album. Intitulé Timbre celui-ci sort en 1999. Pour bénéficier d'une plus grande liberté artistique, la chanteuse quitte Sony et fonde son propre label, Trumpet Swan, sur lequel l'album Timbre ressort dans une nouvelle version en 2001.
L'album suivant, Wilderness, qui sort en 2004, a des influences musicales variées et un style plus jazzy.
En 2012, Sophie B. Hawkins incarne Janis Joplin dans la pièce de théâtre musicale Room 105, écrite et mise en scène par Gigi Gaston, qui est un succès et reçoit des critiques favorables,. La même année, la chanteuse publie son cinquième album, The Crossing.

## Autres activités artistiques
Sophie B. Hawkins joue un petit rôle dans le film Braquage au féminin (Beyond the City Limits) réalisé par Gigi Gaston et sorti en 2001 et elle apparaît dans son propre rôle dans un épisode de la saison 4 de la série télévisée Community en 2013.
Elle est également artiste peintre.

## Vie privée
Sophie B. Hawkins se déclare omnisexuelle. Elle est végane, milite pour les droits des animaux, les droits LGBT, la protection de l'environnement. Elle a soutenu Hillary Clinton durant les primaires présidentielles du Parti démocrate américain de 2008, proposant une nouvelle version de la chanson Damn I Wish I Was Your Lover retitrée Damn We Wish You Were President.
Elle est mère de deux enfants: Dashiell Gaston Hawkins, né en novembre 2008, et Esther Ballantine Hawkins née en juillet 2015, alors qu'elle était âgée de 50 ans, après implantation de ses propres embryons qu'elle avait fait congeler à l'âge de 31 ans.

## Discographie
- 1992 - Tongues and Tails
- 1994 - Whaler
- 1999 - Timbre
- 2002 - The Best of Sophie B. Hawkins (compilation)
- 2004 - Wilderness
- 2006 - Live: Bad Kitty Board Mix (album live)
- 2012 - The Crossing
- 2023 - Free Myself